# Tabanac
Tabanac település Franciaországban, Gironde megyében. Lakosainak száma 1074 fő (2022. január 1.). Tabanac Saint-Genès-de-Lombaud, Castres-Gironde, Portets, Baurech, Beautiran, Haux és Le Tourne községekkel határos.

## Népesség
A település népessége az elmúlt években az alábbi módon változott:
| Lakosok száma | 608  | 811  | 889  | 1065 | 1068 | 1073 | 1082 | 1084 | 1082 | 1074 |
|               | 1968 | 1982 | 1990 | 2006 | 2013 | 2015 | 2017 | 2019 | 2020 | 2022 |